# Michelle Matlock
Michelle Nicole Matlock (Tacoma) es una persona que se dedica a la actuación, a las artes circenses y del payaso, y al negocio del espectáculo estadounidense, más conocida por interpretar el papel romántico principal en OVO, la vigesimoquinta producción anual itinerante del Cirque du Soleil, convirtiéndose en la primera persona de género no binario afroamericana en crear un personaje principal en una de sus producciones.

## Trayectoria
Matlock nació y creció en Tacoma. Estudió teatro durante 3 años en la Western Washington University en Bellingham (Washington).
En 1994, durante una visita a Nueva York, se unió a una manifestación por los derechos de los homosexuales. Una experiencia que le cambió la vida y le convenció de dejar la escuela y afincarse en esa ciudad con 19 años. Pronto obtuvo una beca para el National Shakespeare Conservatory, donde estudió interpretación clásica shakesperiana. Tras graduarse, un día, se encontraba haciendo malabares en el Washington Square Park, cuando fue descubierta por un cazatalentos para un espectáculo de payasos que estaba desarrollando la empresa de cruceros Royal Caribbean. Pasó el año siguiente estudiando y actuando el arte del payaso, malabarismo y zancos en cruceros.
En el circo, Matlock trabajó en un personaje de payasa durante los cinco años siguientes en el Bindlestiff Family Cirkus, el proyecto Circus Inferno de Circus Amok, la Daredevil Opera Company, el Big Apple Circus y en programas de actuaciones para hospitales. Su trabajo como payaso estaba mejor pagado que el de la actuación.
Actuó en varias pequeñas compañías de teatro regionales. En 2001 creó el espectáculo en solitario The Mammy Project, inspirado en la modelo Nancy Green que fue contratada para la Feria Mundial de 1893 como primera actriz en interpretar a la Aunt Jemima, en el que explora los estereotipos de la mujer negra usando las técnicas del payaso y del vodevil, y con el que ha realizado numerosas giras por los Estados Unidos y Argentina.
La relación de Matlock con el Cirque du Soleil comenzó en 2004, cuando un empleado del circo vio su actuación en solitario y le invitó a una audición en Seattle. Fue una de las cuatro personas artistas finalistas entre cincuenta payasos que se presentaron a la audición, pero le rechazaron.  Sin embargo, dos años más tarde, le pidieron que creara un personaje de payaso para uno de sus nuevos espectáculos y pasó a interpretar a una mariquita, la protagonista romántica «con problemas de aviación» de OVO. Este papel la convirtió en la primera persona no binaria afroamericana en crear un personaje principal en una producción del Cirque du Soleil, en un espectáculo bajo la dirección de Deborah Colker, la primera mujer y latinoamericana en dirigir un espectáculo de la compañía. Tras pasar 10 años en el espectáculo, una vez que pasó del formato de carpa al formato arena en 2015, abandonó la gira.
Matlock forma parte del equipo de profesores adjuntos de teatro físico en la Escuela Internacional Dell'Arte, y es miembro del equipo creativo de Puget Sound Revels. Ha comisariado eventos y festivales, y ha recibido una beca de la Asociación Nacional de Artes (NEA) para volver a montar su espectáculo individual The Mammy Project con funciones y giras a partir de octubre de 2023. También se dedica al coach creativo ayudando a otros artistas enseñando herramientas empresariales, a descubrir diferentes fuentes de ingresos y diseñar una estrategia para que puedan alcanzar la libertad creativa y la independencia económica. Además dirigió a los payasos y realizó la consultoría para el espectáculo unipersonal Both And… A Play About Laughing While Black de la actriz nominada a los Premios Emmy, Carolyn Ratteray.
En 2019, fundó Circle Up Productions (CUP) una empresa de educación en artes escénicas y entretenimiento en vivo con sede en Tacoma. También creó Passport to Thrive Academy, un curso en línea de 8 módulos para que los artistas puedan hacerlo a su propio ritmo.
Desde 2024 dirige la escuela Cool Fool School con sede en Atlanta, de Laughter League, una organización sin fines de lucro dedicada a payasos en el ámbito sanitario, en el que payasos profesionales enseñan a los artistas las habilidades necesarias para llevar este arte a entornos sanitarios, incluyendo hospitales pediátricos y centros de atención a la memoria.